# Nepal Television
Nepal Television (también conocido por su sigla NTV) es un canal de televisión de Nepal. Durante muchos años fue el único canal ubicado en el país hasta la aparición de varios canales nepaleses en los últimos años.
Algunos de los programas más vistos de Nepal Television son The News (emitido a las 8:00 p. m.) y la comedia Tito Satya.
Otros canales de televisión nepaleses son NTV 2 Metro, el cual pertenece al gobierno de Nepal. Algunos canales privados son Kantipur Television, Image Channel, Channel Nepal, Avenues TV, Nepal 1 y Sagarmatha Television. Nepal 1 está siendo transmitido desde India. Todos excepto Nepal Television, Kantipur Television, Image Television y NTV 2 Metro son canales pagados en el valle de Katmandú.

## Historia
Nepal Television inició sus transmisiones experimentales en enero de 1985 para el valle de Katmandú mediante la banda UHF. En aquel momento, existían sólo 400 televisores y una antena de 100 watts de potencia en el valle de Katmandú.
Las transmisiones regulares de Nepal Television se iniciaron el 29 de diciembre de 1985 con programación informativa, educativa y de entretención.
NTV inició sus transmisiones satelitales el 4 de julio de 2001. Con esto, el canal posee cobertura en Afganistán, Bangladés, Bután, China, Corea del Norte, Grecia, Hong Kong, India, Irán, Irak, Japón, Laos, Mongolia, Birmania, Pakistán, Rusia (algunos sectores), Tailandia, Taiwán, Turquía y Vietnam.